# Марк Клавдий Марцелл (эдил 216 года до н. э.)
Марк Кла́вдий Марце́лл (лат. Marcus Claudius Marcellus) (около 250 — после 216 года до н. э.) — римский политический деятель, плебейский эдил в 216 году до н. э. Совместно с коллегой Марком Аврелием Коттой он трижды проводил Плебейские игры. Сыном Марка Клавдия был консул 183 года до н. э. того же имени.